# Lista dos clubes do século da FIFA

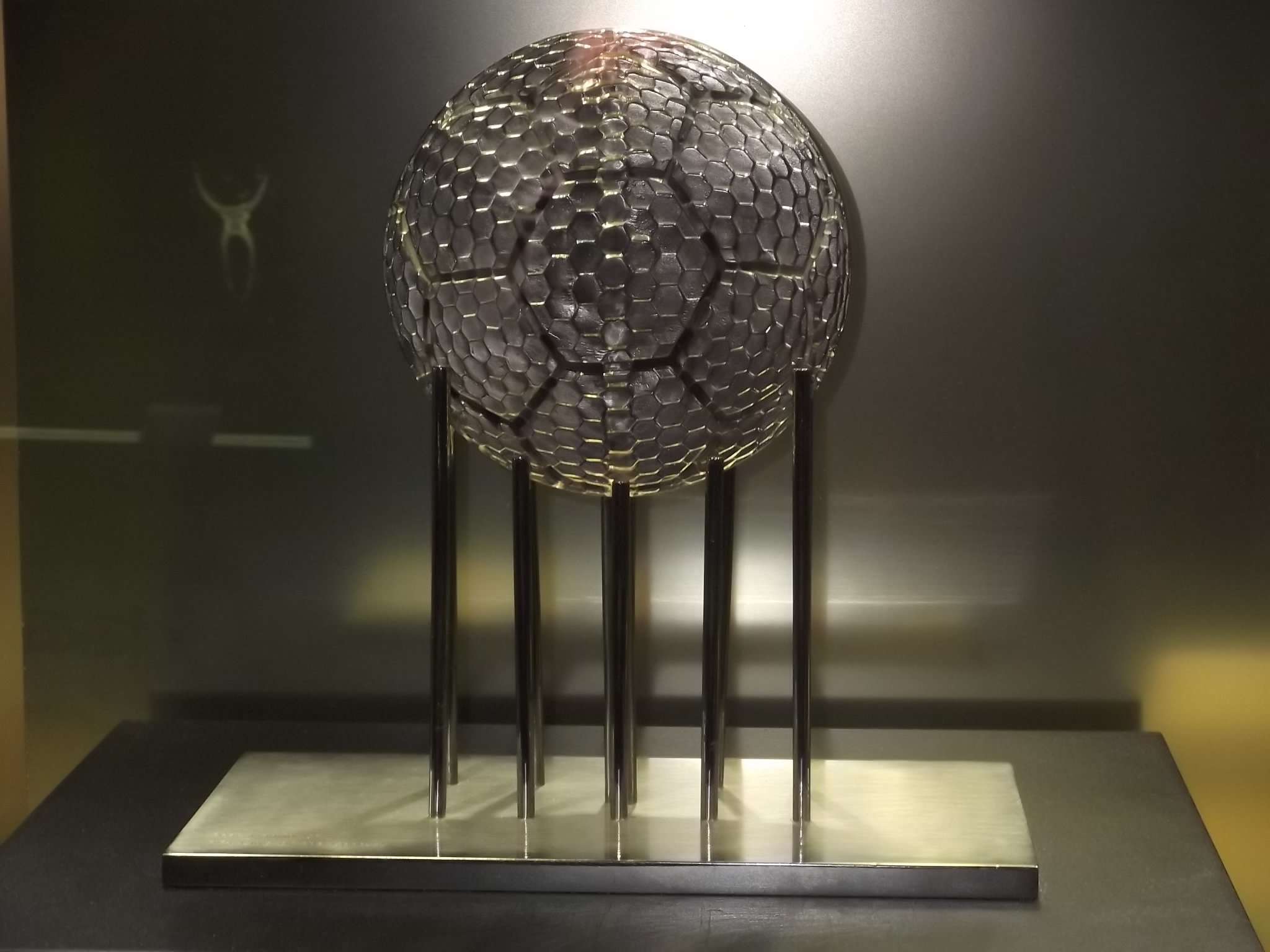
Troféu "FIFA Club of the Century", em exposição no museu do Real Madrid.

Em 11 de dezembro de 2000, a FIFA divulgou uma lista oficial na qual constava os maiores clubes de futebol do Século XX. A pesquisa foi feita exclusivamente por leitores da revista bimestral da FIFA em dezembro de 2000.

## A lista
| Pos. | Equipe            | País          | Porcentagem | Votos |
| ---- | ----------------- | ------------- | ----------- | ----- |
| 1    | Real Madrid       | Espanha       | 42,35       | 83    |
| 2    | Manchester United | Inglaterra    | 9,69        | 19    |
| 3    | Bayern de Munique | Alemanha      | 9,18        | 18    |
| 4    | Barcelona         | Espanha       | 5,61        | 11    |
| 5    | Santos            | Brasil        | 5,10        | 10    |
| 6    | Ajax              | Países Baixos | 5,10        | 10    |
| 7    | Juventus          | Itália        | 2,55        | 5     |
| 8    | Peñarol           | Uruguai       | 2,04        | 4     |
| 9    | River Plate       | Argentina     | 1,53        | 3     |
| 9    | Flamengo          | Brasil        | 1,53        | 3     |
| 9    | Milan             | Itália        | 1,53        | 3     |
| 12   | Liverpool         | Inglaterra    | 1,02        | 2     |
| 12   | Botafogo          | Brasil        | 1,02        | 2     |
| 12   | Benfica           | Portugal      | 1,02        | 2     |
| 12   | Independiente     | Argentina     | 1,02        | 2     |
| 12   | Boca Juniors      | Argentina     | 1,02        | 2     |
| 12   | Internazionale    | Itália        | 1,02        | 2     |
| 12   | Arsenal           | Inglaterra    | 1,02        | 2     |
| 19   | Outros            |               | 6,63        | 13    |

## Os clubes
Abaixo, algumas informações pertinentes aos feitos dos clubes exclusivamente ocorridos no século XX, época compreendida pelo levantamento da FIFA.

### Real Madrid
O Real Madrid Club de Fútbol, da cidade espanhola de Madri, foi escolhido o maior clube do século XX. No clube, maior vencedor do Campeonato Espanhol de Futebol, 27 no período analisado, foi um dos mais fortes times da Europa, principalmente na década de 1950 e 60. Entre outros craques, Alfredo Di Stéfano e Ferenc Puskás perfilaram com a camisa branca do clube. O clube venceu também, no século XX, 8 títulos da Liga dos Campeões da UEFA, sendo assim recordista, 2 da Copas da UEFA, 2 Copas Intercontinentais e 17 Copas do Rei.

### Manchester United
O inglês Manchester United FC, time de Bobby Charlton, George Best, entre outros, foi o responsável por contar com diversos craques no país que inventou o futebol. Os Red Devils venceram duas vezes a Liga dos Campeões, uma vez a Copa Intercontinental,13 vezes o Campeonato Inglês, 10 Copas da Inglaterra, 1 Recopa Europeia e 1 Supercopa Europeia.

### Bayern München
Os alemães do Bayern de Munique neste período venceram por três vezes consecutivas a Liga dos Campeões, 16 vezes a Bundesliga, uma vez a Copa Intercontinental, uma vez a Copa da UEFA e uma Recopa Europeia. O clube contou com jogadores como Franz Beckenbauer, Gerd Müller, Oliver Kahn, Paul Breitner, Lothar Matthäus, Jürgen Klinsmann, entre outros.

### Barcelona
De 1900 até 2000 o Barça conquistou 1 Liga dos Campeões, 24 Copas do Rei, 16 vezes o  Campeonato Espanhol, 2 Supercopas Europeias e 4 Recopas Europeias. Grandes nomes como Ronaldo, Romário, Diego Armando Maradona, Johan Cruyff e Josep Guardiola vestiram a camisa dos Blaugrana.

### Santos
O brasileiro Santos Futebol Clube foi o clube pelo qual Pelé jogou. O Santos ficou marcado pela hegemonia no futebol brasileiro na década de 1960. Nesta década, venceu 6 vezes o Campeonato Brasileiro, sendo que 5 foram consecutivos  (entre 1961 e 1965), e 3 invictos (1963, 1964 e 1965). Fora do país, destacou-se ao ser, em 1962 e 1963, campeão da Copa Libertadores da América e da Copa Intercontinental. No total daquele século, também venceu 15 vezes o Paulistão, 5 o Torneio Rio-São Paulo e uma Copa Conmebol.

### Ajax
O Ajax sem dúvida foi um dos grandes clubes do último século. Isso deve-se ao fato do time de Amsterdã ter vencido 4 vezes a Liga dos Campeões, 2 vezes a Copa Intercontinental e ter conquistado 27 títulos nacionais. Nos início dos anos 70, o clube holandês revolucionou o futebol com o futebol total, que levou o clube a títulos nacionais e continentais; comandados por Johan Cruyff, Piet Keizer e Sjaak Swart. Além de ter ajudado a seleção holandesa a chegar a dois vice-campeonatos mundiais, em 1974 e 1978.

### Juventus
A Juventus Football Club é um clube italiano sediado em Turim. O time no período de 1900 até 2000 venceu a Serie A 25 vezes. La vecchia signora, como também é conhecida, venceu ainda 9 Copas da Itália, 2  Ligas dos Campeões, 3 Copas UEFA, 2 Copas Intercontinentais, 1 Recopa Europeia, 2 Supercopas Europeias. A Juve lidera também o ranking de convocações para Seleção Italiana, sendo os principais destaques os trequartistas Paolo Rossi, Roberto Baggio e Alessandro del Piero e os goleiros Dino Zoff e Gianluigi Buffon.

### Peñarol
O Penãrol foi campeão da Copa Libertadores da América 5 vezes, da Copa Intercontinental 3 vezes e do campeonato nacional 39 vezes.

### River Plate
O clube de Buenos Aires ganhou 30 títulos nacionais, 2 Libertadores, 1 Recopa, 1 Copa Intercontinental e 1 Copa Interamericana.

### Flamengo
O Clube de Regatas do Flamengo é um clube da cidade do Rio de Janeiro, Brasil. Venceu no século XX, 4 vezes o Campeonato Brasileiro de Futebol ,1 Copa do Brasil, a Copa Mercosul, em 1999, além de 25 títulos estaduais. Teve seu auge na década de 80, liderado pelo camisa 10 Zico. Venceu, em 1981, a Taça Libertadores da América e a Copa Intercontinental. Alcançou a maior marca de invencibilidade do futebol brasileiro, quando atingiu 52 partidas invicto, igualando o recorde do Botafogo.

### Milan
Durante o século XX, o Milan venceu 5 vezes a Liga dos Campeões, 3 vezes a Copa Intercontinental e 16 vezes o Campeonato Italiano.

### Liverpool
O clube inglês nesse período venceu 4 vezes a Liga dos Campeões, 2 vezes a Copa da UEFA, 18 vezes o Campeonato Inglês e 7 vezes a Copa da Inglaterra.

### Botafogo
O Botafogo de Futebol e Regatas, outro clube da cidade do Rio de Janeiro, Brasil, foi fundado sob o nome Botafogo Football Club. O clube é indiretamente o responsável por muitos títulos da Seleção Brasileira de Futebol, pois é o recordista de convocações para a mesma. Atuaram pelo Brasil 92 jogadores botafoguenses. Em Copas do Mundo, foram 46 convocações fazendo do Brasil a maior potência do futebol mundial, devido a sua grande contribuição. Seus mais marcantes ídolos foram Garrincha, Nílton Santos, Jairzinho, Didi, Amarildo, Zagallo, Gérson, entre outros. Teve grandes momentos nas décadas de 1930 e 1960 principalmente.  Seus principais títulos no século XX são 2 Campeonatos Brasileiros, 1 Copa Conmebol, 4 Torneios Rio-São Paulo e 17 títulos Estaduais. Estabeleceu o recorde de invencibilidade do futebol brasileiro, quando ficou 52 partidas sem derrotas e 42 partidas invicto em campeonatos brasileiros. Foi o responsável pela maior goleada do futebol brasileiro, em 1909, ao aplicar 24 a 0 sobre o Sport Club Mangueira.

### Benfica
O Sport Lisboa e Benfica é um clube multidesportivo sediado em Lisboa. Sob o comando de Eusébio, o clube português foi bicampeão europeu (1960/61 e 1961/62), além disso até hoje foi vencedor do Campeonato Português de Futebol 37 vezes, 26 vezes a Taça de Portugal, 8 vezes da Supertaça Cândido de Oliveira e 7 vezes da Taça da Liga

### Independiente
O Club Atlético Independiente, da Argentina, é o maior vencedor da Copa Libertadores da América com 7 conquistas. Também foi duas vezes campeão da Copa Intercontinental.

### Boca Juniors
O Club Atlético Boca Juniors, de Buenos Aires, venceu no século XX 2 Taças Libertadores da América, 2 Copas Intercontinentais, uma Recopa Sul-Americana, uma Supercopa Libertadores, uma Copa Master da Supercopa e uma Copa Ouro. Além disso, ganhou por 25 vezes o Campeonato Argentino de Futebol, e por 10 vezes a Copa da Argentina. O time azul e ouro manteve um tabu histórico de 31 anos sem perder em casa para times brasileiros. Jogadores como Carlos Bianchi, Martín Palermo, Roberto "Pato" Abbondanzieri, Gabriel Batistuta, Claudio Caniggia, Diego Armando Maradona, Domingos da Guia, entre outros, vestiram a camisa "xeneíze". O Boca tem como "casa" o histórico estádio La Bombonera.

### Internazionale
A Football Club Internazionale Milano, comumente conhecida como Internazionale ou simplesmente Inter, como é chamada pela maioria dos torcedores europeus, conquistou ao longo do século XX 13 títulos do Campeonato Italiano, além de 3 Copa da Itália, 2 Liga dos Campeões da UEFA, 3 Copa da UEFA e 2 Copa Intercontinentais. É um dos clubes mais prestigiados do mundo, e um dos clubes mais famosos do mundo, além de ter abrigado jogadores como Giuseppe Meazza e Walter Zenga, além de Roberto Baggio

### Arsenal
O Arsenal Football Club foi escolhido entre os maiores clubes de futebol do século XX. Ao longo deste século a equipe de Londres havia sido campeã do Campeonato Inglês por 11 vezes e conquistou a Copa da Inglaterra 7 vezes e teve um vice-campeonato da Copa da UEFA, e foi tido por muitos como o futebol mais bem jogado do mundo tecnicamente no século XX.

## Classificação por continentes

### Europa
| Pos. | Equipe            | País          |
| ---- | ----------------- | ------------- |
| 1    | Real Madrid       | Espanha       |
| 2    | Manchester United | Inglaterra    |
| 3    | Bayern de Munique | Alemanha      |
| 4    | Barcelona         | Espanha       |
| 5    | Ajax              | Países Baixos |
| 6    | Juventus          | Itália        |
| 7    | Milan             | Itália        |
| 8    | Liverpool         | Inglaterra    |
| 8    | Benfica           | Portugal      |
| 8    | Internazionale    | Itália        |
| 8    | Arsenal           | Inglaterra    |

### América do Sul
| Pos. | Equipe        | País      |
| ---- | ------------- | --------- |
| 1    | Santos        | Brasil    |
| 2    | Peñarol       | Uruguai   |
| 3    | River Plate   | Argentina |
| 3    | Flamengo      | Brasil    |
| 5    | Botafogo      | Brasil    |
| 5    | Independiente | Argentina |
| 5    | Boca Juniors  | Argentina |